# National Research Development Corporation
Die National Research Development Corporation (NRDC) war eine, von der britischen Regierung gegründete, Einrichtung zur Überführung von Innovationen öffentlicher Forschungseinrichtungen an privaten Unternehmen.

## Geschichte
Die NRDC wurde 1948 durch die Labour-Regierung von Clement Attlee gegründet, um die technologischen Entwicklungen des Zweiten Weltkriegs und Entwicklungen die danach erfolgten kommerziell auszuwerten. Ein Beispiel dafür ist die Entwicklung und Kommerzialisierung des Luftkissenfahrzeugs SR.N1 im Jahr 1958 in Zusammenarbeit mit dem Schiffsbauunternehmen Saunders-Roe.
Der erste Geschäftsführer der NRDC war Lord John Giffard. 1981 fusioniert die NRDC mit dem National Enterprise Board zur British Technology Group.

## Vorgehen
Die NDRC vergab Lizenzen für Innovationen an private Unternehmen zur wirtschaftlichen Auswertung. Zu den lizenzierten Innovationen gehörten das erste kommerziell nutzbare Hovercraft (gebaut von der Firma Saunders-Roe), die Kohlenstofffaser, Verbundwerkstoffe aus Asbest und Entwicklungen in der Halbleitertechnologie.